# Kristoffer Zegers
Kristoffer Zegers (født 27. december 1973) er en hollandsk komponist. Zegers blev født i Breda og blev undervist af Gilius van Bergeijk, Jan Boerman, Martijn Padding, Clarence Barlow, Diderik Wagenaar på Royal Conservatory i Haag.
Zeger beskæftiger sig hovedsagelig med mikrotonal musik . Hans vigtigste arbejde er Pianophasing, sammensætning for 20 til 60 klaverer. Dette arbejde er spillet i Storbritannien, Australien og flere steder i Holland.

## Vigtige værker
- Pianophasing (2004) (Novembermusic Holland)
- Pianophasing II (2009) (Huddersfield Contemporary Music Festival, England)
- Pianophasing III (2012) (the Soundstream Festival, Adelaide Australien)